# Baltzar Cronstrand
Baltzar Cronstrand, född 15 maj 1794 på Törneby, i Kalmar landsförsamling, död 26 januari 1876 i Stockholm, var en svensk militär, egyptolog, tecknare, amatörarkeolog och Konstfacks grundläggare. Han var bror till Simon Anders Cronstrand.

## Biografi
Cronstrand blev student vid Uppsala universitet 1809, underlöjtnant i ingenjörskåren 1815, löjtnant i samma kår 1820 och kapten i generalstaben 1823. Åren 1830–1832 var han fortifikationsbefälhavare i Karlskrona och befordrades därefter till kapten i ingenjörskåren. 
Kort efter det han mottagit fortifikationsbefälet på Karlsborg 1833, reste han utomlands, med särskilt uppdrag att utforska pontonväsendet och andra militära ämnen. På resan, som varade i åtta år, besökte Cronstrand inte bara de flesta europeiska länder, utan även Turkiet, Arabien, Nubien och Egypten. I sistnämnda land vistades han 1836–1837 och gjorde ett flertal avbildningar av landets fornlämningar. De värdefulla teckningarna donerades efter hans död av Anna Retzius till Nationalmuseum.
Åren 1840–1841 vistades Cronstrand i Österrike-Ungern och kom i stor gunst hos furst Metternich. 1841 fick han order att återvända till Sverige, varefter han kvarstod i ingenjörkårens tjänst till 1849, då han på egen begäran fick avsked.  Han var 1845-1859 föreståndare för den nybildade Svenska slöjdföreningens söndags- och aftonskola i Stockholm (nuvarande Konstfack). Understödd av statsbidrag reste han 1851–1852 till England och Frankrike för att studera dessa länders slöjdskolor. Cronstrand är representerad vid bland annat Nationalmuseum.

## Skrifter
- Taflor från södern och orienten
- Tankar om egyptisk byggnadskonst
- Om byggnadskonsten i Sverige
- Om vetenskap och konst i industriens arbete